# Volmestein

Wappen derer von Volmestein

Volmestein ist der Name eines Adelsgeschlechtes, das seit dem 12. Jahrhundert als Ministeriale der Kölner Erzbischöfe belegt ist. Ihr Stammsitz ist die um 1100 durch Erzbischof Friedrich I. von Schwarzenburg errichtete Burg Volmarstein an der erzbischöflichen Schutzgeleitstraße von Köln nach Soest oberhalb des Mündungsgebietes der Volme in die Ruhr, wo sie im 11. Jahrhundert als erzbischöfliche Burgmannen eingesetzt worden waren.

## Geschichte
Ein Henricus de Sotatio wurde 1072 als Lehnsträger der Kölner Erzbischöfe erwähnt. Daher wird vermutet, dass die Herren von Volmestein aus dem Raum Soest stammen. Diskutiert wird in diesem Zusammenhang der „Byfang Hinderking“ als Stammsitz, jedoch hatten die Volmesteiner auch an anderen Orten in der Soester Börde Besitz.
Heinrich I. von Volmestein ist 1134 der erste urkundliche Vertreter der Familie unter diesem Namen. Er trat in den folgenden Jahren häufig als Siegelzeuge und Begleiter der Kölner Erzbischöfe und der staufischen Könige und Kaiser auf. 
Heinrich II.(ca. 1180 bis ca. 1250) versuchte seine Macht auszubauen und geriet ab 1234 in Streit mit seinem Lehnsherren, dem Erzbischof Heinrich I. von Müllenark, der den vollen Besitz der Burganlagen an der Ruhr beanspruchte. 1237 heiratete er die standeshöhere Sophie von Isenberg, eine Tochter des 1226 vom Erzbischof hingerichteten Grafen Friedrich von Isenberg. Die Streitigkeiten wurden schließlich niedergelegt, die angestrebte Standeserhöhung wurde nicht erreicht. Die Herren von Volmestein blieben Edelherren und damit formal dem Niederadel zugehörig. 
Heinrich III. von Volmestein (* ca. 1210) erlebte in der zweiten Hälfte des 13. Jahrhunderts vor dem Hintergrund der Reichspolitik abermals eine Verschärfung der Lage im Rheinland und in Westfalen. Er wurde auf Seiten der Kölner Erzbischöfe wiederholt in militärische Konflikte verwickelt, wobei sich als Hauptgegner Kurkölns die Grafen von der Mark, die die Unabhängigkeit von den Kölner Erzbischöfen und Herzögen von Westfalen anstrebten, erwiesen. 

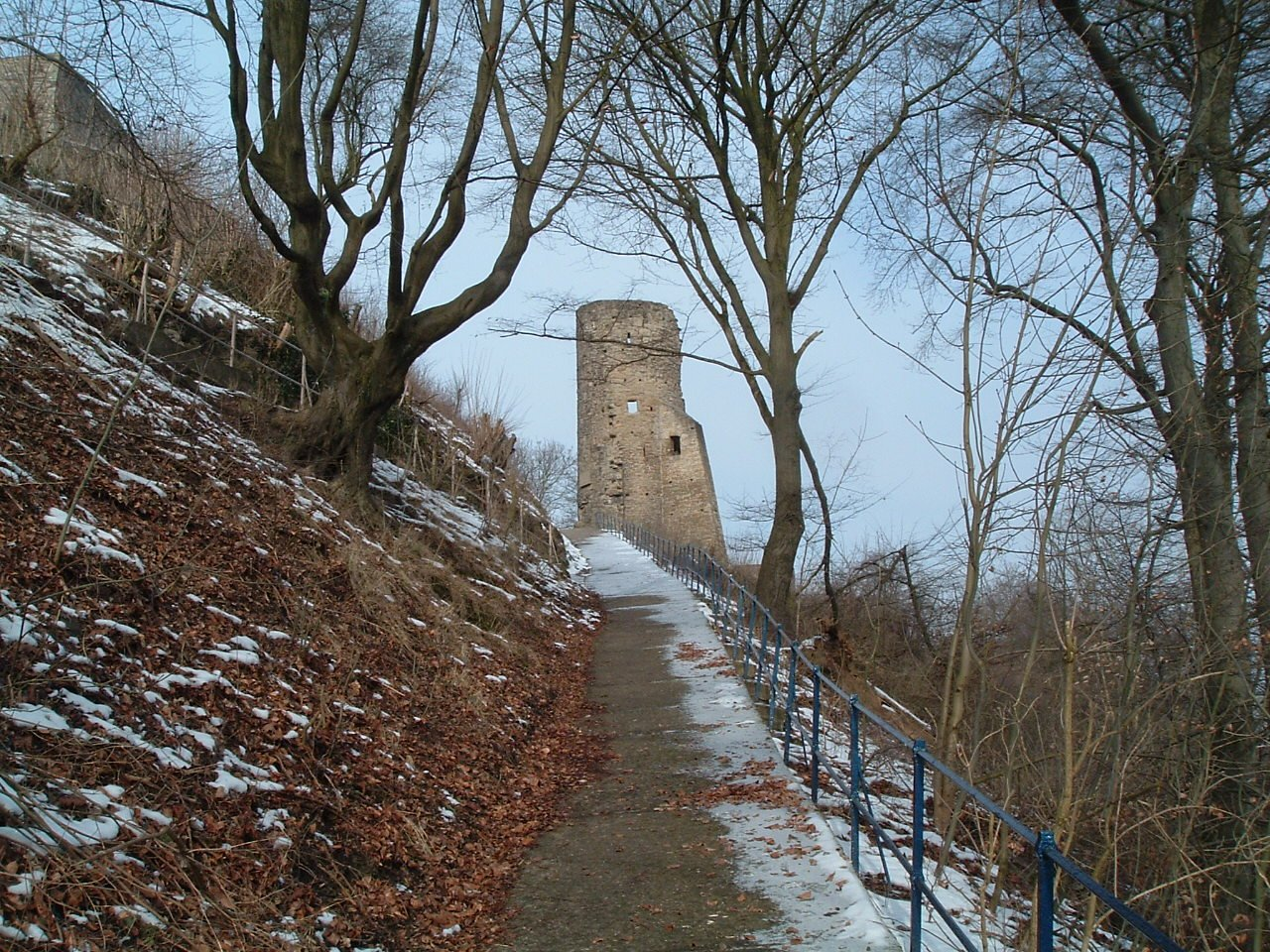
Die Burgruine Volmarstein heute

Dietrich I. von Volmerstein (1237 bis ca. 1324) heiratete Kunigunde von Lindenhorst aus Dortmund. Im Frühsommer 1288 musste das Paar am Ende des sechsjährigen Limburger Erbfolgestreites die Eroberung der Burg Volmestein durch Truppen des Grafen Eberhard I. von der Mark erleben. Bis 1307 wurde ihm der Zutritt zu seinem Wohnsitz verwehrt. Nach der Rückgabe an Erzbischof Heinrich II. von Virneburg wurde die beschädigte Burg neu befestigt und an Dietrich I. zurückgegeben. Am 21. Mai 1324 begann Graf Engelbert II. von der Mark eine zwei Monate andauernde Belagerung der Burg Volmestein. Unterstützt wurde er unter anderem von Truppen König Johann von Böhmen, Graf Adolf VI. von Berg, Graf Wilhelm III. von Holland-Hennegau und der Stadt Köln. Die Einnahme der Burg vollzog sich nach den Regeln der mittelalterlichen „Belagerungskunst“: Zum Einsatz kamen schwere Katapultgeschütze und andere Waffen. Nach der Übergabe der Burg am 25. Juli 1324 gelangte die Herrschaft Volmestein formal in den Besitz der Grafen von der Mark. Ob Dietrich I. von Volmestein den Verlust seiner im Ruhrtal gelegenen Stammburg überlebt hat, ist unklar. Zum Zeitpunkt der Belagerung kämpfte er als Ritter auf der Seite des Erzbischofs am Niederrhein und soll dabei den Tod gefunden haben. 
Dietrich II. von Volmerstein, damals unmündiger Sohn Dietrichs I., war mit zwei weiteren Geschwistern zu Vormündern auf ihre Besitzungen im Münsterland und am Hellweg gegeben worden. Durch die Ereignisse hatten allerdings die Herren von Volmestein ihre politische Bedeutung verloren. Allerdings verblieben ihnen auch nach dem Verlust ihrer Stammburg die umfangreiche Lehnskammer und sie blieben wichtige Lehnsherren in der Region. Allein im engeren Raum Hagen besaßen sie zur Mitte des 14. Jahrhunderts immerhin mehr als 100 Lehen. Darunter befand sich auch das Wasserschloss Werdringen sowie viele Güter und Höfe an Ruhr, Volme und Ennepe. Allerdings war die Familie nach den schweren Konflikten zu Beginn des 14. Jahrhunderts und 1324 auch finanziell angeschlagen. 
Dietrich III. von Volmerstein lebte auf dem Rittersitz in Drensteinfurt, der um 1300 von Gerwins von Rinkerode erbaut worden war. Er war mit Agnes von Döring (1328–‌1380) verheiratet.
Dietrich IV. von Volmerstein (* 1335; † 1396) wuchs in Drensteinfurt auf. 1369 verkaufte er dem Ritter Hermann von Syberg auf Haus Busch mehrere bei Hagen gelegene Höfe, Fischrechte und eine Mühle, weitere Güter bei Dahl und Rummenohl gelangten durch Tausch in den Besitz des Limburger Grafenhauses. 1381 übertrug der Kölner Erzbischof Friedrich III. von Saarwerden nach langjährigen Streitigkeiten dem Grafen Engelbert III. von der Mark schließlich die volle Lehnshoheit über die Herrschaft Volmestein. Die Burg Volmestein wurde als Teil der märkischen Herrschaft neu befestigt. Sie besaß jedoch keine größere Bedeutung mehr und verfiel im 16. Jahrhundert. 1389 heiratete Dietrich IV. in dritter Ehe die Gräfin Elisabeth von Limburg. Zu dieser Zeit erlebte die ältere Linie der Grafen von Limburg aus dem Hause Altena-Isenberg eine letzte Blütezeit, um zu Beginn des folgenden Jahrhunderts auszusterben. Zum Zeitpunkt der Hochzeit mit der von ihrem Adelsstand ranghöheren Gräfin aus dem Haus Limburg lag der Hauptwohnsitz der Familie Volmestein auf der Wasserburg Heessen bei Hamm. Die Burg war ein Lehen der Grafen von Limburg. Der aufwändige Lebensstil und die Teilnahme an zahlreichen Fehden führten gegen Ende des 14. Jahrhunderts schließlich zu einer Überschuldung der Herren von Volmestein.
Johann von Volmestein, der einzige Sohn Dietrichs IV., war der letzte erbberechtigte männliche Vertreter der Herren von Volmestein. Nach seinem Tod (nach 1430) fiel der Rinkeroder und Volmarsteiner Besitz und die Volmarsteinsche Lehnskammer durch Heirat seiner Schwester Agnes (Neyse) mit Goddert von der Recke an die Familie von der Recke. Der Marschall Georg von Volmarstein wird jedoch noch im Brautgefolge von Eleonore Helena von Portugal anlässlich ihrer Hochzeit mit Kaiser Friedrich III. im März 1452 erwähnt.

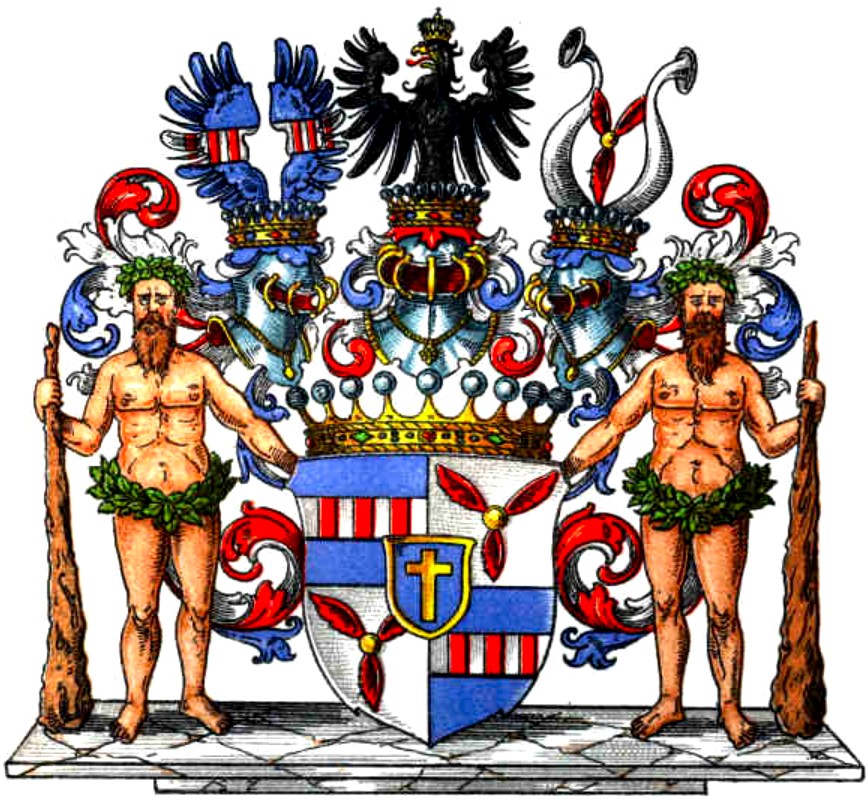
Wappen der Grafen von der Recke-Volmerstein

## Wappen
Das Wappen zeigt in Silber drei im Winkel an eine rote Kugel gestellte rote Blätter. Auf dem gekrönten Helm mit rot-silbernen Decken die Schildfigur zwischen zwei silbernen Büffelhörnern.

## Genealogie
1. Goswin
2. Heinrich I. (1134 urkundlich erwähnt)
  1. Everhard, Propst und Kanoniker
  2. Gerhard Snar (Schenk des Erzbischofs von Köln)
  3. Goswin
  4. Graf Heinrich II. (1216 als Edelvogt des Erzbischofs Engelbert I. erwähnt)
    1. Eberhard
    2. Goswin (Kanoniker)
    3. Gottschalk
    4. Hedwig (Hathewig), Äbtissin im Kloster Herdecke
    5. Graf Heinrich III. († um 1258)
      1. Ehe: Christine
        1. Heinrich IV.

      2. Ehe: Agnes
        1. Adolf
        2. Agnes, ⚭ mit N von Hörde
        3. Graf Dietrich I († um 1313/1314)
          1. Ehe: Elisabeth von Brakel († 1294)
            1. Bertold
            2. Graf Dietrich II. († ca. 1324), ⚭ seit spätestens 1304 mit Gostie von Rinkerode
              1. Graf Dietrich III. († 1350), ⚭ seit 1328 mit Agnes von Döring († 1380), Tochter des Johann von Döring und der Agnes von Wisch (Wysch)
                1. Dietrich IV. (* 1335, † 3. Oktober 1396). 
                  1. Ehe: vor 1369 Gostie von Büren († 1379), Witwe des Godert von Meschede († um 1360)
                  2. Ehe: 1380 Jutta von Schwalenberg (* 1350, † 1386), Tochter des Heinrich VI. von Schwalenberg und der Mechthild von Rietberg
                  3. Ehe: 1386 Gräfin Elisabeth von Limburg († nach 10. September 1408)
                    1. Neyse (Agnes * 1389, † vor 1447), ⚭ 1414 mit Goddert II. von der Recke (* 1370, † 1429), Sohn des Diederich von Recke
                    2. Johannes (* 1396, † 1429), ⚭ 1414 mit Elisabeth von Wisch (Wysch, † 1447)
                      1. Dietrich V. († vor 1429)
                      2. Elisabeth († vor 1429)

              2. Elisabeth (Elise), ⚭ mit Burggraf Heinrich von Stromberg
                1. Johann von Stromberg
                2. Reke

            3. Heinrich VII.
            4. Kunigunde
            5. Lutgardis
            6. Mathilde, Äbtissin im Kloster Herdecke
            7. Sophie, ⚭ mit Graf Gottfried von Sayn
            8. Werner, Domkanonikus zu Paderborn

          2. Ehe: Kunigunde von Lindenhorst (* in Dortmund)
            1. Heinrich VIII.

        4. Engelbert
        5. Everhard, Kanoniker
        6. Friedrich
        7. Heinrich V.
          1. Heinrich VI.

        8. Hermann
        9. Mathilde, ⚭ mit Werner von Brakel

      3. Ehe: um 1258 Sophie von Isenberg-Limburg (auch „von Altena“ genannt, Tochter des Grafen Friedrich von Isenberg), 
        1. Everhard von Volmarstein, Domherr in Münster von 1273 bis 1305